# سفینه (صورت فلکی)
سفینه (انگلیسی: Argo Navis) یکی از ۴۸ صورت فلکی بطلمیوسی است که اکنون بخشی از یک گروه شامل سه صورت فلکی IAU به‌شمار می‌رود. سفینه پیشتر یک صورت فلکی جداگانه در نیم‌کره جنوبی آسمانی بود. جان فلمستید و دیگر اخترشناسان اولیه دنیای جدید آن را Navis (کشتی، سفینه) نامیدند.
ثابت شد که این صورت فلکی دارای اندازه غیرقابل باوری است، به‌گونه‌ای که ۲۸٪ از دومین صورت فلکی بعد از آن، یعنی صورت فلکی مار باریک بزرگ‌تر بود و بیش از ۱۶۰ ستاره به راحتی قابل مشاهده داشت. فهرست نیکولاس-لوئی دو لاکای در سال ۱۷۵۵ آن را به سه صورت فلکی مدرن که بیشتر همان منطقه را اشغال می‌کنند تقسیم کرد: شاه‌تخته، کشتی‌دم و بادبان.